# Epitausa patagonica
Epitausa patagonica là một loài bướm đêm trong họ Erebidae.